# Panembahan
De titel van panembahan werd gedragen door de keizer van Mataram, een vorstenland op Java. Mataram was een rijk in Indonesië dat  zeshonderd jaar na de val van het oude hindoe-boeddhistische koninkrijk Mataram ontstond. Het  gelijknamige nieuwe rijk, ook wel Mataram-Islam genoemd, werd gesticht door de mohammedaan Panembahan Senapati (regeerde 1584-1601). Zijn kleinzoon Agung de Grote (regeerde 1613-1645) was de voorvader van de dynastie der Kartasura die over bijna heel Java zou regeren. Agung gebruikte de islamitische titel sultan.
De titel sultan of koning wordt verondersteld hoger in rang te zijn dan panembahan
In de kraton van Kaprabonan op Java resideert de panembahan van Kaprabonan die lager in rang is dan zijn verwanten de sultan van Kasepuhan en de sultan van Kanoman. Allen heersers over een deel van Cirebon.